# Château-Salins
Château-Salins (nemško Salzburg, 1941-44 Salzburgen) je naselje in občina v severovzhodni francoski regiji Loreni, podprefektura departmaja Moselle. Leta 1999 je naselje imel 2.470 prebivalcev.

## Geografija
Kraj leži v severovzhodni francoski pokrajini Saulnois severovzhodno od Nancyja.

## Administracija
Château-Salins je sedež istoimenskega kantona, v katerega so poleg njegove vključene še občine Aboncourt-sur-Seille, Achain, Amelécourt, Attilloncourt, Bellange, Bioncourt, Burlioncourt, Chambrey, Château-Voué, Conthil, Dalhain, Fresnes-en-Saulnois, Gerbécourt, Grémecey, Haboudange, Hampont, Haraucourt-sur-Seille, Lubécourt, Manhoué, Morville-lès-Vic, Obreck, Pettoncourt, Pévange, Puttigny, Riche, Salonnes, Sotzeling, Vannecourt, Vaxy in Wuisse s 6.478 prebivalci.
Naselje je prav tako administrativno središče okrožja, v katerem se nahajajo kantoni Albestroff, Château-Salins, Delme, Dieuze in Vic-sur-Seille z 28.480 prebivalci.

## Zgodovina
Imeni občine in njenega ozemlja Saulnois izhajata iz dejavnosti pobiranja soli, ki se je tam nekdaj izvajala.
Château-Salins se prvikrat omenja leta 1346 kot Chastelsalins. Med francosko revolucijo se je imenoval Salins-Libre. Od 1871 do konca prve svetovne vojne je bil pod Nemčijo, prav tako v času druge svetovne vojne 1941-44.